# Everaldo Begines
Everaldo Begines Villarreal (* 12. Juli 1971) ist ein ehemaliger mexikanischer Fußballspieler auf der Position des Stürmers, der nach seiner aktiven Karriere eine Tätigkeit als Fußballtrainer begann.

## Leben
Nachdem er in Jalisco aufgewachsen war, begann Begines seine Profikarriere in der Saison 1992/93 bei Mexikos populärstem Verein Chivas Guadalajara, für den er sein Debüt in der mexikanischen Primera División in einem Lokalderby gegen die Tecos de la U.A.G. gab, das 0:1 verloren wurde.
Nach zwei Jahren bei den Chivasi wechselte er 1994 zu Santos Laguna, wo er ebenfalls zwei Jahre unter Vertrag stand. Nach einer Saison (1996/97) bei Monarcas Morelia wechselte er zum Club León, wo er mit drei Jahren die längste Vereinszugehörigkeit seiner Profikarriere hatte und zudem seinen größten Erfolg verbuchte, als er mit 14 Toren, die er im Toreno Verano 2000 erzielte, Torschützenkönig der mexikanischen Liga wurde. Wenige Jahre später spielte er in der Saison 2003/04 bei Leóns Erzrivalen CD Irapuato.
Ab Sommer 2005 spielte er in der zweiten mexikanischen Fußballliga; zunächst für den nur kurzfristig bestehenden Club Tijuana, der nicht mit dem erst 2007 gegründeten und aktuell in der ersten Liga spielenden Club Tijuana Xoloitzcuintles de Caliente verwechselt werden darf. Der damalige Club Tijuana wurde während der Saison 2005/06 von Begines’ Exverein Dorados de Sinaloa erworben, zu dessen Filialteam umgewandelt und in Dorados de Tijuana umbenannt. Am Saisonende folgte der Abstieg und Begines’ Wechsel zu Petroleros de Salamanca. In derselben Liga beendete er seine aktive Karriere am Saisonende 2008/09 in Reihen seines Exvereins León.
Anschließend begann Begines eine Trainerkarriere beim Viertligisten Atlético San Francisco.

## Erfolge
- Torschützenkönig der mexikanischen Primera División: Sommer 2000